# ناحیه ادفورد، شهرستان هنری، ایلینوی
ناحیه ادفورد (به انگلیسی: Edford Township) یک منطقهٔ مسکونی در ایالات متحده آمریکا است که در شهرستان هنری، ایلینوی واقع شده‌است. ناحیه ادفورد ۲۰۱ متر بالاتر از سطح دریا واقع شده‌است.